# لينا مهايم
لينا مهيام (بالفرنسية: Lyna Mahyem)، (مواليد أرجنتوي، 29 يونيو 1995) هي مؤلفة ومغنية آر أند بي فرنسية جزائرية.

## السيرة

### الطفولة والشباب
ولدت لينا لعائلة متواضعة من أصل فرنسي جزائري. اعتمدت على نفسها في وقت مبكر جدًا، عبر أداء سلسلة من الأعمال الصغيرة. غنت منذ نعومة أظافرها. تعلمت أيضا لعب كرة القدم مع أطفال الحي.

### البدايات
بدأت في تأليف الأغاني في سن الخامسة عشرة تقريبًا، كما حضرت جلسات الكتابة المنظمة. بمساعدة شخصية محلية، بدأت لينا أولى جلسات الاستوديو الخاصة بها. في عامي 2013 و2014، فازت بمسابقتين فنيتين.

### الحياة المهنية
في يناير 2016 بفضل أدائها لإحدى أغنيات لبوبا، حيث حصدت أكثر من 57 مليون مشاهدة على يوتيوب في 2023.
في 7 أبريل 2017، أصدرت ألبومها الأول، ضمن تسجيلات ديف جام، ثم وقعت مع علامات تجارية أخرى. في 23 أكتوبر 2020، أصدرت ألبومها الثاني "إمرأة قوية Femme forte. في 5 نوفمبر 2021، شاركت في ألبوم بالتعاون مع لالجيرينو وسوبرانو وآخرين. في 4 مارس 2022، أصدرت ألبوم "حقيقي Authentic" بالتعاون مع زاهو وآخرين.
في 9 فبراير 2024، تم إصدار الجزء الأول من ألبوم "روحيMon Âme"، تعاونت فيه مع ناسي.
في 31 مايو 2024، تم إصدار الجزء الثاني من نفس الألبوم. احتفالا بصدور ألبوم "روحيMon Âme"؛ تم تنظيم حفلة في أرجنتوي.

## الجوائز
- 2023: جائزة تيك توك في فئة الموسيقى.[22][23]

## الأعمال الخيرية
- لينا هي راعية لجمعية المعلومات والوقاية من داء الخلايا المنجلية.[24]

## روابط خارجية
- لينا ماهيم على يوتيوب
- لينا ماهيم على موقع قاعدة بيانات الأفلام على الإنترنت
- لينا ماهيم على موقع ديسكوغز
- لينا ماهيم على موقع أول ميوزيك
- لينا ماهيم على موقع ميوزك برينز